# Riksdagsvalet i Finland 2019
Det 37:e riksdagsvalet i Finland hölls den 14 april 2019. Största parti blev Socialdemokraterna, som dock ökade sitt understöd betydligt mindre än väntat. Den egentliga vinnaren blev dels det rödgröna blocket, där Vänsterförbundet och Gröna förbundet gick framåt, dels Sannfinländarna, som fick ett tilläggsmandat trots splittringen och lågt understöd i höstens opinionsmätningar.
Av den tidigare regeringskoalitionens (Regeringen Sipilä) partier rasade centerns understöd medan Samlingspartiets och Sannfinländarnas stöd minskade obetydligt; centern förlorade aderton mandat, medan de övriga vann ett mandat var. Sannfinländarna hade inte burit regeringsansvar sedan partistämman 2017, då dess ministrar och en del andra riksdagsmän bildade en ny riksdagsgrupp och Sannfinländarna därmed blev i opposition. Den nya gruppen, Blå framtid, fick 1 % av rösterna och inget mandat.
Centerns nedgång kan ha berott på att partiet uppfattades ha vänt ryggen åt landsbygden och sina traditionella väljare.
Antalet kvinnor bland de 200 riksdagsledamöterna är 96, vilket är större än någonsin tidigare i Finlands riksdag.

## Bakgrund
I enlighet med Finlands grundlag måste riksdagsval hållas vart fjärde år. Valet 2019 hölls den 14 april, förhandsröstningen 3–9 april.

## Regeringsförhandlingarna
Riksdagen väljer regeringssonderare, vanligen ordföranden i partiet med flest riksdagsmän. Strax efter valet ansåg de flesta experter att regeringsbildningen skulle bli svår. Innan valet kan socialdemokraterna ha tänkt sig en så kallad rödmylleregering, med socialdemokraterna och centern, och i det här fallet också de gröna, men den försvåras av centerns valnederlag. Om vänsterförbundet är med i en sådan regering skulle centern känna sig trängd. Den naturliga regeringsbasen då socialdemokraterna blev störst och de rödgröna gick framåt skulle bygga på socialdemokraterna, vänsterförbundet och de gröna, men också med mindre stödpartier kommer den koalitionen inte upp till en majoritet. En koalition mellan socialdemokraterna och samlingspartiet har fungerat förut. Få partier tog direkt avstånd från Sannfinländarna, men ingen uttryckte heller något intresse för ett sådant samarbete. De flesta partier antogs ändå vara villiga till kompromisser för att få sitta i regeringen. Den sannolika regeringssonderaren Antti Rinne trodde att det skulle gå relativt smärtfritt att få ihop en regering.
Efter att först ha ställt en offentlig lista med frågor och preliminärt förhandlat med alla partier inleddes egentliga regeringsförhandlingar mellan de fem partier som skulle bilda Regeringen Rinne. I samband med de preliminära förhandlingarna såg samlingspartiet ut att ha en stark position, och kommentatorer är oense om huruvida Petteri Orpo överskattade sina möjligheter och därför ställde för höga krav eller om förhandlingarna med samlingspartiet närmast var ett sätt att sätta press på de tilltänkta regeringskollegerna (vilket var Orpos tolkning).

### Källnoter
1. ↑  Nora Engström (16 april 2019). ”Forskare: De rödgröna partierna hade de största framgångarna i riksdagsvalet - "Li Andersson den främsta konkurrenten för SDP i Egentliga Finland"”. Rundradion. https://svenska.yle.fi/artikel/2019/04/16/forskare-de-rodgrona-partierna-hade-de-storsta-framgangarna-i-riksdagsvalet-li.
2. ↑  Nora Engström och Andy Ödman (15 april 2019). ”Valanalys med Torbjörn Kevin: "Centern vände landsbygden ryggen"”. Rundradion. https://svenska.yle.fi/artikel/2019/04/15/valanalys-med-torbjorn-kevin-centern-vande-landsbygden-ryggen.
3. ↑  ”Riksdagsvalet 2019 – Allmänna förhandsröstningsställen”. Justitieministeriet. 17 april 2019. https://tulospalvelu.vaalit.fi/EKV-2019/se/aanestyspaikat.html.
4. ↑  Mikaela Remes (15 april 2019). ”Experterna: Så kan den nya regeringen se ut”. Rundradion. https://svenska.yle.fi/artikel/2019/04/15/experterna-sa-kan-den-nya-regeringen-se-ut.
5. ↑  Magnus Swanljung (15 april 2019). ”Antti Rinne utlovar en jämställd regering före slutet av maj”. Rundradion. https://svenska.yle.fi/artikel/2019/04/18/antti-rinne-utlovar-en-jamstalld-regering-fore-slutet-av-maj.